# کوویونگ، ویکتوریا
کوویونگ (به انگلیسی: Kooyong) یک منطقهٔ مسکونی در استرالیا است که در ویکتوریا (استرالیا) واقع شده‌است.